# Carlotta Monti
Carlotta Monti, nome d'arte di Carlotta Montijo (Los Angeles, 25 gennaio 1907 – Woodland Hills, 8 dicembre 1993), è stata un'attrice statunitense.

## Biografia
Esordisce sullo schermo nel 1925, in un piccolo ruolo di schiava nel kolossal Ben-Hur: A Tale of the Christ. Negli anni trenta le vengono affidati ruoli di tentatrice e di bellezza esotica in pellicole di serie B. Nel 1932 incontra W.C. Fields e ne diventa l'amante. La loro relazione durerà fino alla morte di lui nel 1946.
Nella sua carriera, Carlotta Monti partecipa a 21 film. L'ultimo è Indianapolis del 1950. Nel 1976 apparirà ancora una volta sullo schermo, non accreditata, in W.C. Fields and Me, un film interpretato da Rod Steiger e da Valerie Perrine che ripercorre la sua storia con Field, tratto dalla sua autobiografia dallo stesso titolo, pubblicata nel 1971. Nel film, Carlotta Monti fa solo una rapida apparizione.
Muore nel 1993 a 86 anni nella sua casa di Woodland Hills.

## Filmografia
- Ben-Hur (Ben-Hur: A Tale of the Christ), regia di Fred Niblo - non accreditata (1925)
- In Old California, regia di Burton L. King - (con il nome Charlotte Monti) (1929)
- I moschettieri del West (Cavalier of the West), regia di John P. McCarthy - (con il nome Christina Monti) (1931)
- King Kong, regia di Merian C. Cooper e Ernest B. Schoedsack (1933)
- Kiss of Araby, regia di Phil Rosen (1933)
- Deadwood Pass, regia di J.P. McGowan (1933)
- Tarzan l'indomabile (Tarzan the Fearless), regia di Robert F. Hill (1933)
- Marie Galante, regia di Henry King (1934)
- Timberesque, regia di King Guidice (1935)
- Man on the Flying Trapeze, regia di Clyde Bruckman e W.C. Fields (1935)
- Allegri eroi (Bonnie Scotland), regia di James W. Horne (1935)
- Night Cargo, regia di Charles Hutchison (1936)
- Hell-Ship Morgan, regia di D. Ross Lederman (1936)
- Robin Hood dell'Eldorado (Robin Hood of El Dorado), regia di William A. Wellman (1936)
- Il cattivo la inseguiva ancora (The Villain Still Pursued Her), regia di Edward F. Cline (1940)
- Never Give a Sucker an Even Break, regia di Edward F. Cline (1941)
- Egli camminava nella notte (He Walked by Night), regia di Alfred L. Werker e Anthony Mann (1948)
- Il dottore e la ragazza (The Doctor and the Girl), regia di Curtis Bernhardt (1949)
- La rivolta (Crisis), regia di Richard Brooks (1950)
- Indianapolis (To Please a Lady), regia di Clarence Brown (1950)
- W.C. Fields and Me, regia di Arthur Hiller (1976)